# 奥里尼奥勒
奥里尼奥勒（法語：Orignolles，法語發音：[ɔʁiɲɔl]）是法国滨海夏朗德省的一个市镇，位于该省东南部，属于容扎克区。

## 地理
奥里尼奥勒（45°13'50"N, 0°14'5"W）面积13.66 平方千米，位于法国新阿基坦大区滨海夏朗德省，该省份为法国西部滨海省份，北起旺代省，西临大西洋，南至吉倫特省，东南接多爾多涅省，东北接德塞夫勒省接壤，东临夏朗德省。
与奥里尼奥勒接壤的市镇（或旧市镇、城区）包括：克莱拉克、蒙略拉加德、讷维克、圣马丹达里。

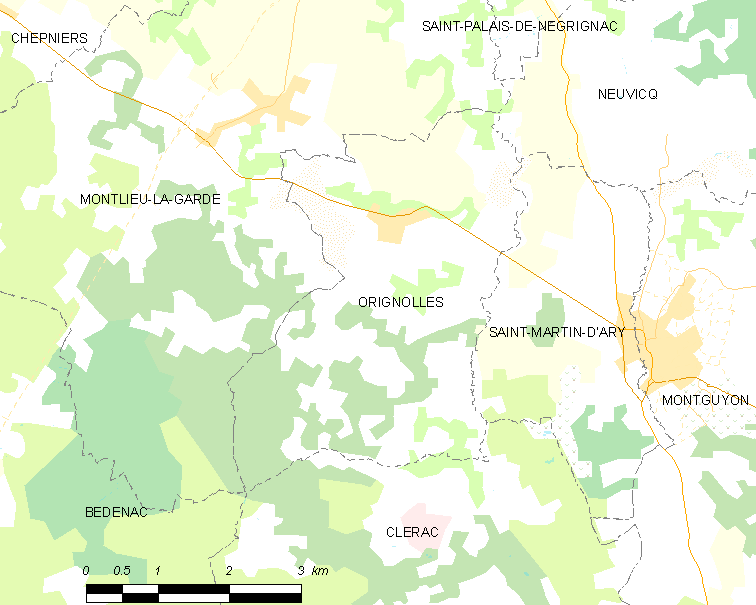
奥里尼奥勒的OSM定位图

奥里尼奥勒的时区为UTC+01:00、UTC+02:00（夏令时）。

## 行政
奥里尼奥勒的邮政编码为17210，INSEE市镇编码为17269。

## 政治
奥里尼奥勒所属的省级选区为三山县。

## 人口

1962-2008年间奥里尼奥勒人口变化图示

奥里尼奥勒于2022年1月1日时的人口数量为715人。